# هاچاقیه کوچک
هاچاقیه کوچک مربوط به سده‌های میانه دوران‌های تاریخی پس از اسلام است و در شهرستان مشگین‌شهر، بخش مشکین شرقی، دهستان لاهورد، روستای قره قیه واقع شده و این اثر در تاریخ ۲۷ اسفند ۱۳۸۶ با شمارهٔ ثبت ۲۲۶۱۵ به‌عنوان یکی از آثار ملی ایران به ثبت رسیده است.